# Élections municipales partielles françaises de 1997
Des élections municipales partielles ont lieu en 1997 en France.

## Élections

### Annemasse(Haute-Savoie)
- Maire sortant : Guy Gavard (DVG)
- Maire réélu : Robert Borrel (DVG)

- Contexte : Démission du maire sortant et de la majorité municipale afin de permettre à Robert Borrel – qui avait été condamné à une peine d'inéligibilité d'un an – de retrouver son siège.

|                | Robert Borrel  | DVG-PS (Un. g.) | 2 880  | 58,10  | 29 |  |  |
|                | Gilles Rigaud  | DVD (Un. d.)    | 1 302  | 26,26  | 4  |  |  |
|                | Bernard Midy   | FN              | 775    | 15,63  | 2  |  |  |
|                |                |                 |        |        |    |  |  |
| Inscrits       | Inscrits       | Inscrits        | 13 540 | 100,00 |    |  |  |
| Abstentions    | Abstentions    | Abstentions     | 8 470  | 62,56  |    |  |  |
| Votants        | Votants        | Votants         | 5 070  | 37,44  |    |  |  |
| Blancs ou nuls | Blancs ou nuls | Blancs ou nuls  | 113    | 2,23   |    |  |  |
| Exprimés       | Exprimés       | Exprimés        | 4 957  | 97,77  |    |  |  |

### Annonay(Ardèche)
- Maire sortant : Claude Faure (RPR)
- Maire élu : Jean-Claude Tournayre (PS)

- Contexte : Annulation du scrutin des 11 et 18 juin 1995 par le Conseil d'État.

| Tête de liste            | Tête de liste         | Liste                 | Premier tour | Premier tour | Second tour | Second tour | Sièges  |
| Tête de liste            | Tête de liste         | Liste                 | Voix         | %            | Voix        | %           | CM      |
| ------------------------ | --------------------- | --------------------- | ------------ | ------------ | ----------- | ----------- | ------- |
|                          | Jean-Claude Tournayre | PS-PCF-Verts (Un. g.) | 3 063        | 43,78        | 4 088       | 56,58       | 26      |
|                          | Claude Faure *        | RPR                   | 2 136        | 30,53        | 3 137       | 43,42       | 7       |
|                          | Dominique Chambon     | UDF-FD                | 1 173        | 16,76        | Retrait     | Retrait     | Retrait |
|                          | Philippe Arnaud       | FN                    | 623          | 8,90         |             |             |         |
|                          |                       |                       |              |              |             |             |         |
| Inscrits                 | Inscrits              | Inscrits              | 11 816       | 100,00       | 11 816      | 100,00      |         |
| Abstentions              | Abstentions           | Abstentions           | 4 686        | 39,66        | 4 340       | 36,73       |         |
| Votants                  | Votants               | Votants               | 7 130        | 60,34        | 7 476       | 63,27       |         |
| Blancs ou nuls           | Blancs ou nuls        | Blancs ou nuls        | 135          | 1,89         | 251         | 3,36        |         |
| Exprimés                 | Exprimés              | Exprimés              | 6 995        | 98,11        | 7 225       | 96,64       |         |
| * Liste du maire sortant |                       |                       |              |              |             |             |         |

### Bellegarde-sur-Valserine(Ain)
- Maire sortant : Gérard Armand (RPR)
- Maire réélu : Gérard Armand (RPR)

- Contexte : Annulation du scrutin des 11 et 18 juin 1995 par le Conseil d'État.

| Tête de liste            | Tête de liste       | Liste          | Premier tour | Premier tour | Second tour | Second tour | Sièges |
| Tête de liste            | Tête de liste       | Liste          | Voix         | %            | Voix        | %           | CM     |
| ------------------------ | ------------------- | -------------- | ------------ | ------------ | ----------- | ----------- | ------ |
|                          | Gérard Armand       | RPR (Un. d.)   | 1 866        | 45,01        | 2 198       | 53,08       | 26     |
|                          | Claude Tournier     | PS (Un. g.)    | 1 160        | 27,98        | 1 137       | 27,46       | 4      |
|                          | Georges Rousseau    | FN             | 599          | 14,45        | 332         | 8,02        | 1      |
|                          | Jean-Pierre Fillion | DVG            | 520          | 12,54        | 474         | 11,45       | 2      |
|                          |                     |                |              |              |             |             |        |
| Inscrits                 | Inscrits            | Inscrits       | 5 975        | 100,00       | 5 975       | 100,00      |        |
| Abstentions              | Abstentions         | Abstentions    | 1 775        | 29,71        | 1 799       | 30,11       |        |
| Votants                  | Votants             | Votants        | 4 200        | 70,29        | 4 176       | 69,89       |        |
| Blancs ou nuls           | Blancs ou nuls      | Blancs ou nuls | 55           | 1,31         | 35          | 0,84        |        |
| Exprimés                 | Exprimés            | Exprimés       | 4 145        | 98,69        | 4 141       | 99,16       |        |
| * Liste du maire sortant |                     |                |              |              |             |             |        |

### Béthune(Pas-de-Calais)
- Maire sortant : Claude Lagache (PS)
- Maire élu : Bernard Seux (PS diss.)

- Contexte : Défusion des communes de Béthune et Beuvry.

| Tête de liste            | Tête de liste      | Liste              | Premier tour | Premier tour | Second tour | Second tour | Sièges |
| Tête de liste            | Tête de liste      | Liste              | Voix         | %            | Voix        | %           | CM     |
| ------------------------ | ------------------ | ------------------ | ------------ | ------------ | ----------- | ----------- | ------ |
|                          | Bernard Seux       | PS diss.-PCF-Verts | 3 785        | 38,13        | 4 548       | 42,08       | 25     |
|                          | Claude Lagache *   | PS                 | 3 023        | 30,45        | 3 617       | 33,47       | 6      |
|                          | Jacques Pomart     | RPR-UDF (Un. d.)   | 2 493        | 25,11        | 2 641       | 24,44       | 4      |
|                          | Georges Puccinelli | FN                 | 625          | 6,29         |             |             |        |
|                          |                    |                    |              |              |             |             |        |
| Inscrits                 | Inscrits           | Inscrits           | 19 471       | 100,00       | 19 471      | 100,00      |        |
| Abstentions              | Abstentions        | Abstentions        | 9 188        | 47,19        | 8 326       | 42,76       |        |
| Votants                  | Votants            | Votants            | 10 283       | 52,81        | 11 145      | 57,24       |        |
| Blancs ou nuls           | Blancs ou nuls     | Blancs ou nuls     | 357          | 3,47         | 339         | 3,04        |        |
| Exprimés                 | Exprimés           | Exprimés           | 9 926        | 96,53        | 10 806      | 96,96       |        |
| * Liste du maire sortant |                    |                    |              |              |             |             |        |

### L'Isle-d'Abeau(Isère)
- Maire sortant : Joël Grisollet (DVG)
- Maire élu : Alain Rossot (DVD)

- Contexte : Annulation du scrutin des 11 et 18 juin 1995 par le Conseil d'État.

| Tête de liste            | Tête de liste         | Liste           | Premier tour | Premier tour | Second tour | Second tour | Sièges |
| Tête de liste            | Tête de liste         | Liste           | Voix         | %            | Voix        | %           | CM     |
| ------------------------ | --------------------- | --------------- | ------------ | ------------ | ----------- | ----------- | ------ |
|                          | Alain Rossot          | DVD             | 803          | 38,02        | 1 042       | 46,53       | 25     |
|                          | Joël Grisollet *      | DVG-PS (Un. g.) | 739          | 34,99        | 989         | 44,17       | 7      |
|                          | Michel Jayr           | FN              | 227          | 10,74        | 208         | 9,28        | 1      |
|                          | Jean-Bernard Cavaillé | PRS             | 162          | 7,67         |             |             |        |
|                          | Guy Maia-Perreira     | UDF             | 122          | 5,77         |             |             |        |
|                          | Miloud Sebeibit       | DVG             | 59           | 2,79         |             |             |        |
|                          |                       |                 |              |              |             |             |        |
| Inscrits                 | Inscrits              | Inscrits        | 4 259        | 100,00       | 4 259       | 100,00      |        |
| Abstentions              | Abstentions           | Abstentions     | 2 082        | 48,88        | 1 902       | 44,66       |        |
| Votants                  | Votants               | Votants         | 2 177        | 51,12        | 2 357       | 55,34       |        |
| Blancs ou nuls           | Blancs ou nuls        | Blancs ou nuls  | 65           | 2,99         | 118         | 5,01        |        |
| Exprimés                 | Exprimés              | Exprimés        | 2 112        | 97,01        | 2 239       | 94,99       |        |
| * Liste du maire sortant |                       |                 |              |              |             |             |        |

### Morsang-sur-Orge(Essonne)
- Maire sortante : Marjolaine Rauze (PCF)
- Maire réélue : Marjolaine Rauze (PCF)

- Contexte : Annulation du scrutin des 11 et 18 juin 1995 par le Conseil d'État.

|                          | Marjolaine Rauze | PCF-PS (Un. g.)  | 4 341  | 56,81  | 26 |  |  |
|                          | Antoine Charrin  | UDF-RPR (Un. d.) | 2 287  | 29,93  | 5  |  |  |
|                          | René Delmas      | FN               | 1 013  | 13,25  | 2  |  |  |
|                          |                  |                  |        |        |    |  |  |
| Inscrits                 | Inscrits         | Inscrits         | 12 096 | 100,00 |    |  |  |
| Abstentions              | Abstentions      | Abstentions      | 4 293  | 35,49  |    |  |  |
| Votants                  | Votants          | Votants          | 7 803  | 64,51  |    |  |  |
| Blancs ou nuls           | Blancs ou nuls   | Blancs ou nuls   | 162    | 2,08   |    |  |  |
| Exprimés                 | Exprimés         | Exprimés         | 7 641  | 97,92  |    |  |  |
| * Liste du maire sortant |                  |                  |        |        |    |  |  |

### Pontoise(Val-d'Oise)
- Maire sortant : Jean-Michel Rollot (PS)
- Maire réélu : Jean-Michel Rollot (PS)

- Contexte : Démission de plus d'un tiers des membres du conseil municipal.

| Tête de liste            | Tête de liste          | Liste                     | Premier tour | Premier tour | Second tour | Second tour | Sièges |
| Tête de liste            | Tête de liste          | Liste                     | Voix         | %            | Voix        | %           | CM     |
| ------------------------ | ---------------------- | ------------------------- | ------------ | ------------ | ----------- | ----------- | ------ |
|                          | Jean-Michel Rollot     | PS-PCF-Verts-MDC (Un. g.) | 2 818        | 41,48        | 3 363       | 45,45       | 26     |
|                          | Philippe Houillon      | UDF-RPR-DVD (Un. d.)      | 2 507        | 36,90        | 3 282       | 44,36       | 8      |
|                          | Marie-Thérèse Philippe | FN                        | 1 006        | 14,80        | 753         | 10,17       | 1      |
|                          | Jean-Pierre Dubreuil   | DVG                       | 335          | 4,93         |             |             |        |
|                          | Eliane Barouti         | PT                        | 127          | 1,87         |             |             |        |
|                          |                        |                           |              |              |             |             |        |
| Inscrits                 | Inscrits               | Inscrits                  | 15 220       | 100,00       | 15 220      | 100,00      |        |
| Abstentions              | Abstentions            | Abstentions               | 8 319        | 54,66        | 7 661       | 50,34       |        |
| Votants                  | Votants                | Votants                   | 6 901        | 45,34        | 7 559       | 49,66       |        |
| Blancs ou nuls           | Blancs ou nuls         | Blancs ou nuls            | 108          | 1,56         | 161         | 2,13        |        |
| Exprimés                 | Exprimés               | Exprimés                  | 6 793        | 98,44        | 7 398       | 97,87       |        |
| * Liste du maire sortant |                        |                           |              |              |             |             |        |

### Saint-Paul(La Réunion)
- Maire sortant : Joseph Sinimalé (RPR)
- Maire réélu : Joseph Sinimalé (RPR)

- Contexte : Annulation du scrutin des 11 et 18 juin 1995 par le Conseil d'État.

| Tête de liste            | Tête de liste         | Liste          | Premier tour | Premier tour | Second tour | Second tour | Sièges |
| Tête de liste            | Tête de liste         | Liste          | Voix         | %            | Voix        | %           | CM     |
| ------------------------ | --------------------- | -------------- | ------------ | ------------ | ----------- | ----------- | ------ |
|                          | Paul Vergès           | PCR            | 9 699        | 35,92        | 14 164      | 45,68       | 11     |
|                          | Joseph Sinimalé *     | RPR (Un. d.)   | 8 486        | 31,43        | 16 842      | 54,31       | 38     |
|                          | Jean-François Bosviel | DVD (ex-RPR)   | 4 734        | 17,53        | 16 842      | 54,31       | 38     |
|                          | Christophe Kichenin   | DVD            | 1 717        | 6,36         |             |             |        |
|                          | Karl Bellon           | DVG            | 1 425        | 5,27         |             |             |        |
|                          | Bernard Law-Waï       | DVD            | 937          | 3,47         |             |             |        |
|                          |                       |                |              |              |             |             |        |
| Inscrits                 | Inscrits              | Inscrits       | 44 026       | 100,00       | 44 026      | 100,00      |        |
| Abstentions              | Abstentions           | Abstentions    | 15 359       | 34,89        | 11 407      | 25,91       |        |
| Votants                  | Votants               | Votants        | 28 667       | 65,11        | 32 619      | 74,09       |        |
| Blancs ou nuls           | Blancs ou nuls        | Blancs ou nuls | 1 669        | 5,82         | 1 613       | 4,94        |        |
| Exprimés                 | Exprimés              | Exprimés       | 26 998       | 94,18        | 31 006      | 95,06       |        |
| * Liste du maire sortant |                       |                |              |              |             |             |        |

### Villejuif(Val-de-Marne)
- Maire sortant : Pierre-Yves Cosnier (PCF)
- Maire réélu : Pierre-Yves Cosnier (PCF)

- Contexte : Annulation du scrutin du 11 juin 1995 par le Conseil d'État pour irrégularités[13].

|                          | Pierre-Yves Cosnier * | PCF-PS-PRS (Un. g.) | 7 272  | 55,23  | 34 |  |  |
|                          | Daniel Richard        | RPR-UDF (Un. d.)    | 3 773  | 28,65  | 6  |  |  |
|                          | Alain Lipietz         | Verts               | 1 249  | 9,48   | 2  |  |  |
|                          | Valérie Siraud        | DVG                 | 872    | 6,62   | 1  |  |  |
|                          | Luc Benizeau          | EXG (LCR-LO-PT)     | 0      | 0,00   | 0  |  |  |
|                          |                       |                     |        |        |    |  |  |
| Inscrits                 | Inscrits              | Inscrits            | 24 580 | 100,00 |    |  |  |
| Abstentions              | Abstentions           | Abstentions         | 11 094 | 45,13  |    |  |  |
| Votants                  | Votants               | Votants             | 13 486 | 54,87  |    |  |  |
| Blancs ou nuls           | Blancs ou nuls        | Blancs ou nuls      | 320    | 2,37   |    |  |  |
| Exprimés                 | Exprimés              | Exprimés            | 13 166 | 97,63  |    |  |  |
| * Liste du maire sortant |                       |                     |        |        |    |  |  |

### Vitrolles(Bouches-du-Rhône)
- Maire sortant : Jean-Jacques Anglade (PS)
- Maire élue : Catherine Mégret (FN)

- Contexte : Annulation du scrutin des 11 et 18 juin 1995 par le tribunal administratif de Marseille et confirmée par le Conseil d'État.

| Tête de liste            | Tête de liste          | Liste                     | Premier tour | Premier tour | Second tour | Second tour | Sièges  |
| Tête de liste            | Tête de liste          | Liste                     | Voix         | %            | Voix        | %           | CM      |
| ------------------------ | ---------------------- | ------------------------- | ------------ | ------------ | ----------- | ----------- | ------- |
|                          | Catherine Mégret       | FN                        | 7 022        | 46,70        | 8 169       | 52,48       | 30      |
| Allez Vitrolles          |                        |                           | 7 022        | 46,70        | 8 169       | 52,48       | 30      |
|                          | Jean-Jacques Anglade * | PS-PCF-PRS-Verts (Un. g.) | 5 563        | 36,99        | 7 397       | 47,52       | 9       |
| Ensemble pour Vitrolles  |                        |                           | 5 563        | 36,99        | 7 397       | 47,52       | 9       |
|                          | Roger Guichard         | UDF-RPR (Un. d.)          | 2 452        | 16,31        | Retrait     | Retrait     | Retrait |
|                          |                        |                           |              |              |             |             |         |
| Inscrits                 | Inscrits               | Inscrits                  | 20 297       | 100,00       | 20 289      | 100,00      |         |
| Abstentions              | Abstentions            | Abstentions               | 4 817        | 23,73        | 3 872       | 19,08       |         |
| Votants                  | Votants                | Votants                   | 15 480       | 76,27        | 16 417      | 80,92       |         |
| Blancs ou nuls           | Blancs ou nuls         | Blancs ou nuls            | 443          | 2,86         | 851         | 5,18        |         |
| Exprimés                 | Exprimés               | Exprimés                  | 15 037       | 97,14        | 15 566      | 94,82       |         |
| * Liste du maire sortant |                        |                           |              |              |             |             |         |